# La maledizione del teschio dorato
La maledizione del teschio dorato (The Curse of the Golden Skull) è un racconto breve scritto da R. E. Howard appartenente al ciclo di Kull di Valusia e pubblicato dopo la morte dell'autore.

## Storia editoriale
La prima pubblicazione avvenne all'interno del nono numero della rivista 'The Howard Collector pubblicata da Glenn Lord nel 1967 mentre la versione originale priva di interventi terzi venne pubblicata dalla Del Rey Books nel 2006 all'interno di Kull: Exile of Atlantis.
Il racconto venne pubblicato in Italia per la prima volta nel 2008 dalla Mondadori nella raccolta integrale Kull. Esule di Atlantide, corrispondente all'edizione Del Rey.
Questa storia nomina per la prima volta la figura di Shuma Gorath che ha ispirato l'omonimo personaggio nemico del Dottor Strange della Marvel Comics.

## Adattamenti
Il racconto breve è stato adattato dalla Marvel Comics come prologo di un fumetto di Conan il Barbaro nel 1974.
| Data        | Edizione inglese                       | TItolo                         | Titolo italiano                  | Sceneggiatura | Disegni    | Colori        | Copertina  | Prima edizione italiana              | Data italiana |
| ----------- | -------------------------------------- | ------------------------------ | -------------------------------- | ------------- | ---------- | ------------- | ---------- | ------------------------------------ | ------------- |
| Aprile 1974 | Conan the Barbarian 37 (Marvel Comics) | The Curse of the Golden Skull! | La maledizione del Teschio d'oro | Roy Thomas    | Neal Adams | Glynis Oliver | Neal Adams | Conan & Ka-Zar 11 (Editoriale Corno) | Agosto 1975   |

Nel 1975 il racconto ha ricevuto, insieme ad altre storie di Howard, una registrazione su disco per fonografo letta da Ugo Toppo.

## Edizioni
- The Curse of the Golden Skull, in The Howard Collector 9, Glenn Lord, primavera 1967.
- The Curse of the Golden Skull, in Kull: Exile of Atlantis, Del Rey Books, ottobre 2006.
- La maledizione del teschio dorato, traduzione di Giuseppe Lippi, in Urania 1, Mondadori Editore, aprile 2008.